# Macroeuphractus
Macroeuphractus — рід вимерлих броненосців з пізнього міоцену до пізнього пліоцену Південної Америки. Рід відомий своїми великими розмірами, причому Macroeuphractus outesi є найбільшим виявленим гліптодонтовим броненосцім, а також його спеціалізацією на м'ясоїдності, унікальною серед усіх ксенартранів.

## Опис
Наразі є три визнані види Macroeuphractus: M. outesi, M. retusus і M. moreni. Перший, типовий вид, відомий з одного зразка з пізнього пліоцену в Буенос-Айресі, Аргентина. Цей зразок складається з досить добре збереженого черепа, а також численних посткраніальних елементів. Це був досить великий вид — приблизно 100 кілограмів, хоча можливо, що насправді він був ближчим до 30 кілограмів, при довжині трохи більше 1 метра він все одно був би хижаком пристойних розмірів. M. retusus відомий з однієї нижньої щелепи з формації Серро Азуль, центральна Аргентина. M. moreni відомий з різних місць пізнього міоцену та пліоцену в формаціях Ріо-Квінто, Ітузаїнго, Епекуен і Салдунгарай, Аргентина та у формаціях Умала і Ла-Пас, Болівія.

## Палеоекологія
Macroeuphractus moreni був досить широко поширеним видом і грав роль у різних фауністичних угрупованнях у міоцені та пліоцені Південної Америки, тоді як інші два види мали більш обмежений ареал в Аргентині. Рід виникає був серед різних груп ссавців, які використовували цю екологічну вакантність до прибуття північноамериканських хижих тварин у плейстоцені, поряд із гігантськими опосумами, такими як Thylophorops.